# Parantica hypowattan
Parantica hypowattan is een vlinder uit de familie Nymphalidae, onderfamilie Danainae.
De wetenschappelijke naam van de soort is voor het eerst geldig gepubliceerd in 1981 door Kazuhiko Morishita.
De soort komt alleen voor op Celebes. Hij staat op de Rode Lijst van de IUCN als niet bedreigd.